# Eduard Prašinger
Eduard Prašinger též Edvard Prašinger (9. dubna 1826 Nový Hradec Králové – 25. září⁠ 1895 Hradec Králové) byl kapitulní děkan a generální vikář, tedy zástupce sídelního biskupa, v Hradci Králové. Byl tzv. infulovaným děkanem.

## Rodina
Prašinger se narodil do rodiny Terezie Prašingerové a Jakuba Prašingera, který v letech 1822–1830 působil jako polesný v Novém Hradci Králové a později se stal lesmistrem na Malé Skále. Zemřel v roce 1858. Po Jakubově smrti vdova pobývala s dvěma dětmi (Eduardovými sourozenci Vilemínou a Rudolfem) v Hradci Králové v domě čp. 170.

## Život

### Studia
Edvard Prašinger studoval nejprve v Jičíně, následně v Praze a poté v Litomyšli (1846 a 1847). V Hradci Králové absolvoval bohoslovecká studia.

### Kněžská dráha
Dne 25. července 1851 byl vysvěcen na kněze. Stal se vikaristou při katedrále sv. Ducha v Hradci Králové. V roce 1852 byl jmenován ceremoniářem královéhradeckého biskupa Karla Hanla a o rok později (1853) kooperátorem v Lomnici nad Popelkou. Poté přesídlil do Hrochova Týnce, kde nejprve působil jako kaplan (1855–1856) a poté jako farář (od 1857). Stal se tam natolik oblíbeným, že získal titul čestného občana. V letech 1861–1865 byl vikářem a "školdozorcem" okrsku Chrast. Po smrti kanovníka Josefa Češky byl dne 25. září 1866 jmenován (v pořadí 91.) kanovníkem katedrální kapituly v Hradci Králové.
Dne 7. ledna 1884 byl po smrti Jana Nepomuka Raise jmenován 16. kapitulním děkanem. V letech 1886–1895 působil jako generální vikář královéhradeckého biskupství. Po smrti biskupa Josefa Jana Evangelisty Haise (27. října 1892) se stal kapitulním vikářem a z této pozice vedl biskupství než se dne 25. března 1893 ujal funkce nový biskup Edvard Jan Brynych. Roku 1890 byl jmenován papežským prelátem a apoštolským pronotářem.
Byl jmenován nejprve druhým a později prvním inspektorem Borromea v Hradci Králové. Byl členem muzejního odboru v Hradci Králové.
Ve své pozici byl velmi aktivní i v dalším dění ve městě. Od roku 1868 byl také stále členem městského zastupitelstva v Hradci Králové. Byl mj. aktivní jako předseda spolku pro postavení pomníku Bohuslavu Balbínovi. Dne 16. srpna 1885 (v roce 1000. výročí úmrtí sv. Metoděje) sloužil pontifikální mši v moravském poutním areálu ve Velehradě. V roce 1887 jako první konal nejsvětější oběť v nově zrekonstruovaném kostele sv. Jana Nepomuckého v Kutné Hoře.
V Novém Hradci Králové v roce 1888 založil opatrovnu pro děti v předškolním věku a věnoval finance na její provoz. Při jejím slavnostním otevření dne 7. října 1888 obdržel diplom čestného občana i zde, ve svém rodišti. Dne 15. října 1891 byl za 25 let v městském zastupitelstvu a u příležitosti 40 let kněžského a 25 let kanovnického jubilea jmenován čestným občanem Hradce Králové. Byl rovněž čestným občanem Hrochova Týnce.

### Úmrtí a pohřeb
Zemřel náhle dne 25. září 1895 na infarkt myokardu a o pět dní později (30. září) se konal velkolepý pohřeb. Pohřební průvod vedl královéhradecký biskup s poděbradským proboštem, třemi čestnými kanovníky, dvanácti vikáři, několika vikariátními sekretáři a dalšími asi 185 duchovními. Pohřebního průvodu se účastnil i starosta města František Ulrich, městské zastupitelstvo, vzdělávací a výchovné úřady s jejich řediteli a pedagogickými sbory i řada dalších osobností. Nechyběly ani zástupci z Hrochova Týnce a Nového Hradce Králové. Prašinger byl pohřben na hřbitově v Pouchově.

## Připomínky
V Novém Hradci Králové je po Eduardu Prašingerovi pojmenována Prašingerova ulice. Tento název byl později změněn na Balcarova a v roce 1991 došlo k navrácení původního označení. V ulici je na chodbě budovy školní družiny umístěna také Prašingerova pamětní deska. Na rodném domě (čp. 149) v Pešinově ulici je umístěna pamětní deska s nápisem: „Zde se narodil 9. dubna 1826 Eduard Prašinger, zakladatel zdejší opatrovny, biskupský generální vikář, inful., kapitolní děkan, čestný měšťan Hradce Králové, Nového Hradce Králové a Hrochova Týnce. Zemřel 25. září 1895.“
Zajímavostí je, že osoba Eduarda Prašingera posloužila jako předloha pro postavu Frýborta ve Filosofské historii Aloise Jiráska.